# Thektogaster
Thektogaster is een geslacht van vliesvleugeligen uit de familie Pteromalidae. De wetenschappelijke naam van dit geslacht is voor het eerst geldig gepubliceerd in 1955 door Delucchi.

## Soorten
Het geslacht Thektogaster omvat de volgende soorten:
- Thektogaster abdominalis (Delucchi, 1953)
- Thektogaster aberlenci Delvare, 1986
- Thektogaster accrescens Huang, 1990
- Thektogaster baxoiensis Liao, 1982
- Thektogaster chrysis (Förster, 1861)
- Thektogaster lasiochlamis Huang, 1990
- Thektogaster latifemur Huang, 1996
- Thektogaster mirabilis Huang, 1990
- Thektogaster planifrons Huang, 1990
- Thektogaster plica Huang, 1990
- Thektogaster rubens Huang, 1990
- Thektogaster simplex Huang, 1990
- Thektogaster subvirescens (Zetterstedt, 1838)